# دولوپلازی (ناحیه اولومووتس)
دولوپلازی (به چکی: Doloplazy) یک منطقهٔ مسکونی در جمهوری چک است که در ناحیه اولومووتس واقع شده‌است. دولوپلازی ۸٫۰۳ کیلومتر مربع مساحت و ۱٬۳۵۴ نفر جمعیت دارد و ۲۹۸ متر بالاتر از سطح دریا واقع شده‌است.